# Роман Кутузов
Роман Владимирович Кутузов (16 февруари 1969 г., Владимир, Владимирска област, РСФСР, СССР  - 5 юни 2022 г., Николаевка, Луганска област, Украйна) е руски военачалник. Началник на щаб - първи заместник-командир на 8-ма гвардейска общооръжейна армия от Южния военен окръг, генерал-лейтенант (посмъртно, 2022 г.).
Като полковник Кутузов командва 38-и отделен комуникационен полк на ВДВ на Русия (военна част 54164).
През 2017 г. Кутузов е временно изпълняващ длъжността командир на 5-та общовойскова армия. През 2019 г. е временен командир на 29-та общовойскова армия. През 2020 г. Кутузов е началник-щаб на 29-та армия.
Умира на 5 юни 2022 г. в село Николаевка, по време на битката за Северодонецк-Лисичанск близо до Лисичанск, Украйна, като командир на 1-ви армейски корпус на Донецката народна република. Съобщенията за смъртта му се появяват първо в каналите на руския Телеграм и са потвърдени от руските държавни медии. Кутузов и четвърти руски генерал, чиято смърт е официално потвърдена от руските медии.

## Награди
- Орден "За заслуги към Отечеството"
- Орден на честта
- Орден на Кутузов
- Орден за храброст
- Орден за военни заслуги
- Медал „За храброст“